# موسى نياتاما
موسى نياتاما (بالإنجليزية: Musa Nyatama) (15 أغسطس 1987 ببينوني في جنوب أفريقيا - ) هو لاعب كرة قدم جنوب أفريقي في مركز الدفاع. لعب مع ماميلودي صن داونز وماريتزبرغ يونايتد ‏ وتاندا رويال زولو ‏ ونادي بلومفونتين سيلتيك.

## وصلات خارجية
- موسى نياتاما على موقع قاعدة بيانات كرة القدم.إي يو (الإنجليزية)
- موسى نياتاما على موقع Soccerway.com (الإنجليزية)